# Lúčky (okres Žiar nad Hronom)
Lúčky je obec na Slovensku v okrese Žiar nad Hronom v Banskobystrickém kraji, v Kremnických vrších 3 km od Kremnice.
První písemná zmínka o obci je z roku 1429. V obci je gotický římskokatolický kostel svatého Mikuláše, který se proslavil gotickým oltářem přeneseným z Kremnice. V obci je také nevyužívaný evangelický kostel.